# Ameridion petrum
Ameridion petrum är en spindelart som först beskrevs av Claude Lévi 1959.  Ameridion petrum ingår i släktet Ameridion och familjen klotspindlar. Inga underarter finns listade i Catalogue of Life.